# Carcar (ville)
Carcar est une ville et anciennement une municipalité de la province de Cebu, au centre-est de l'île de Cebu, aux Philippines.

## Généralités
Elle est entourée des municipalités de Sibonga au sud, San Fernando au nord, Barili à l'ouest, et du détroit de Cebu (reliant la mer de Bohol et la mer des Camotes) à l'est.
Elle est administrativement constituée de 15 barangays (quartiers/districts/villages) :
- Bolinawan
- Buenavista
- Calidngan
- Can-asujan
- Guadalupe
- Liburon
- Napo
- Ocana
- Perrelos
- Valencia
- Valladolid
- Poblacion I
- Poblacion II
- Poblacion III
- Tuyo

Sa population en 2019 est d'environ 125 000 habitants.